# TY Coronae Borealis
TY Coronae Borealis eller Ross 808 är en ensam stjärna belägen i den mellersta delen av stjärnbilden Norra kronan. Den har en skenbar magnitud av ca 14,53 och kräver ett kraftfullt teleskop för att kunna observeras. Baserat på parallax enligt Gaia Data Release 3 på ca 30,47 mas, beräknas den befinna sig på ett avstånd på ca 107 ljusår (33 parsek) från solen.

## Egenskaper
TY Coronae Borealis är en gul till vit dvärgstjärna av spektralklass DA4.4. Den har en massa som är ca 0,70 solmassa, en radie som är ca 0,011 solradie och en effektiv temperatur av ca 11 200 K.

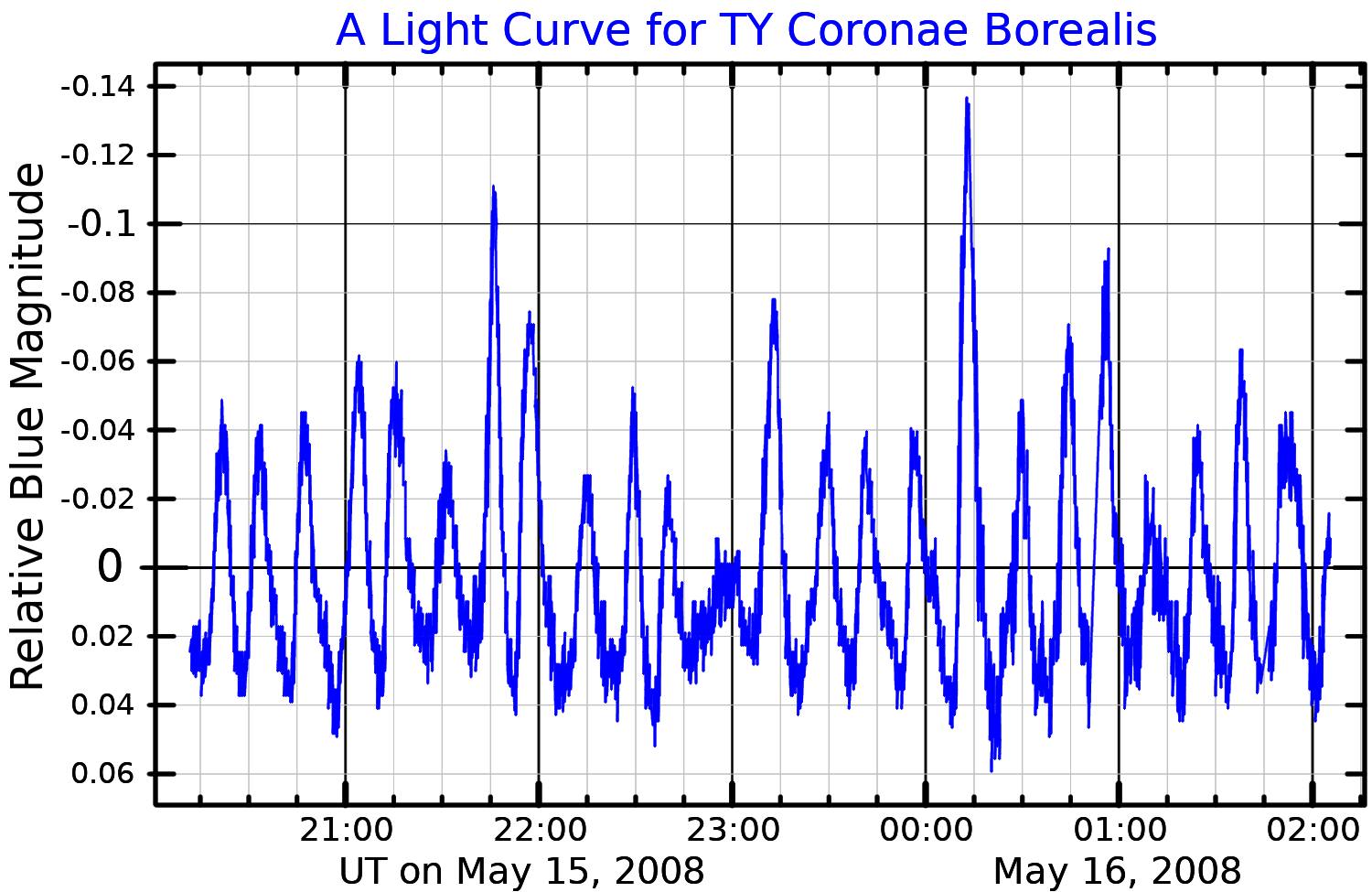
Ljuskurva i blå bandet för TY Coronae Borealis, anpassad från Bognár et al. 2029).

RS Coronae Borealis är en pulserande vit dvärg av typ DAV eller ZZ Ceti. Den bekräftades som en variabel stjärna 1976.